# Pomeroy, Ohio
Pomeroy là một làng thuộc quận Meigs, tiểu bang Ohio, Hoa Kỳ. Năm 2010, dân số của làng này là 1852 người.

## Dân số
- Dân số năm 2000: 1966 người.
- Dân số năm 2010: 1852 người.